# USS Blessman (DE-69)
USS Blessman (DE-69/APD-48) là một tàu hộ tống khu trục lớp Buckley được Hải quân Hoa Kỳ chế tạo trong Chiến tranh Thế giới thứ hai. Tên nó được đặt theo Đại úy Hải quân Edward Martin Blessman (1907-1942), phi công phục vụ trên tàu tuần dương hạng nhẹ Marblehead (CL-12), và đã tử trận trong chiến đấu tại Surabaya, Java, vào ngày 4 tháng 2, 1942. Nó đã phục vụ trong chiến tranh cho đến năm 1944, khi được cải biến thành một tàu vận chuyển cao tốc mang ký hiệu lườn APD-48, và tiếp tục phục vụ cho đến khi chiến tranh kết thúc. Con tàu xuất biên chế năm 1946, rồi được chuyển cho Đài Loan năm 1967 và tiếp tục phục vụ cùng Hải quân Trung Hoa dân quốc như là chiếc ROCS Chung Shan (DE-43) cho đến khi ngừng hoạt động và bị tháo dỡ năm 1995. Blessman được tặng thưởng ba Ngôi sao Chiến trận do thành tích phục vụ trong Thế Chiến II.

## Thiết kế và chế tạo
Những chiếc thuộc lớp tàu hộ tống khu trục Buckley có chiều dài chung 306 ft (93 m), mạn tàu rộng 37 ft 1 in (11,30 m) và độ sâu mớn nước khi đầy tải là 11 ft 3 in (3,43 m). Chúng có trọng lượng choán nước tiêu chuẩn 1.400 tấn Anh (1.400 t); và lên đến 1.740 tấn Anh (1.770 t) khi đầy tải. Hệ thống động lực bao gồm hai turbine hơi nước General Electric công suất 13.500 mã lực (10.100 kW), dẫn động hai máy phát điện công suất 9.200 kilôwatt (12.300 hp) để vận hành hai trục chân vịt;  công suất 12.000 hp (8.900 kW) cho phép đạt được tốc độ tối đa 23 kn (26 mph; 43 km/h), và có dự trữ hành trình 6.000 nmi (6.900 mi; 11.000 km) khi di chuyển ở vận tốc đường trường 12 kn (14 mph; 22 km/h).
Vũ khí trang bị bao gồm ba pháo 3 in (76 mm)/50 cal trên tháp pháo nòng đơn có thể đối hạm hoặc phòng không, một khẩu đội 1,1 inch/75 caliber bốn nòng và tám pháo phòng không Oerlikon 20 mm. Vũ khí chống ngầm bao gồm một dàn súng cối chống tàu ngầm Hedgehog Mk. 10 (có 24 nòng và mang theo 144 quả đạn); hai đường ray Mk. 9 và tám máy phóng K3 Mk. 6 để thả mìn sâu. Khác biệt đáng kể so với lớp Evarts dẫn trước là chúng có thêm ba ống phóng ngư lôi Mark 15 21 inch (533 mm). Thủy thủ đoàn đầy đủ bao gồm 186 sĩ quan và thủy thủ.
Blessman được đặt lườn tại xưởng tàu của hãng Bethlehem-Hingham Shipyard, Inc., ở Hingham, Massachusetts vào ngày 22 tháng 3, 1943. Nó được hạ thủy vào ngày 19 tháng 6, 1943; được đỡ đầu bởi bà Helen Malloy Blessman, vợ góa Đại úy Blessman, và nhập biên chế vào ngày 19 tháng 9, 1943 dưới quyền chỉ huy của Hạm trưởng, Thiếu tá Hải quân Joseph Albert Gillis.

## Lịch sử hoạt động

### Hộ tống vận tải 1943 - 1944
Sau khi được trang bị tại Xưởng hải quân Boston và chạy nghiệm thu trong vịnh Massachusetts, Blessman rời Boston vào ngày 9 tháng 10, 1943 để chạy thử máy huấn luyện tại khu vực Bermuda cho đến đầu tháng 11. Nó quay trở về Boston vào ngày 8 tháng 11 để sửa chữa sau thử máy. Nó rời Boston một tuần sau đó và đi đến Xưởng hải quân New York vào ngày 16 tháng 11.
Được phân về Đội hộ tống 19, Blessman lên đường vào ngày 20 tháng 11 để hộ tống một đoàn tàu vận tải chuyển quân vượt Đại Tây Dương, đi đến Londonderry, Bắc Ireland mười ngày sau đó. Rời vùng biển Ireland vào ngày 8 tháng 12 cho chặng quay trở về, con tàu về đến New York vào ngày 20 tháng 12. Trong sáu tháng tiếp theo, nó còn thực hiện ba chuyến hộ tống vận tải khứ hồi từ các cảng Hoa Kỳ đến các cảng Anh và Bắc Ireland, trong một giai đoạn mà phe Đồng Minh tích lũy lực lượng nhằm chuẩn bị để tiến hành Chiến dịch Overlord. Con tàu quay trở về Hoa Kỳ sau chuyến đi cuối cùng vào ngày 1 tháng 5.

### Đổ bộ Normandy
Trong chuyến đi hộ tống vận tải vượt Đại Tây Dương thứ năm, Blessman rời New York vào ngày 12 tháng 5 và đi đến Derry vào ngày 23 tháng 5, nhưng thay vì quay trở về Hoa Kỳ, nó tiếp tục đi đến Belfast vào ngày 27 tháng 5 cùng các đổng đội thuộc Đội hộ tống 19: Rich (DE-695), Bates (DE-68) và Amesbury (DE-66), đơn vị gia nhập lực lượng hải quân được tập trung nhằm chuẩn bị cho Chiến dịch Neptune, hoạt động hải quân trong khuôn khổ cuộc đổ bộ Normandy.
Rời Belfast, Bắc Ireland vào ngày 3 tháng 6, Blessman hướng đến vịnh sông Seine, Pháp hộ tống cho đội bắn phá thuộc lực lượng tấn công. Thời tiết không thuận lợi đã trì hoãn cuộc đổ bộ mất 24 giờ, và cuối cùng Chiến dịch Overlord cũng được tiến hành vào ngày 6 tháng 6. Trong quá trình đổ bộ ban đầu nó đảm nhiệm hộ tống cho chiếc tàu chỉ huy Ancon (AGC-4), rồi chuyển sang tuần tra canh phòng vòng ngoài đối phó với sự tấn công của tàu phóng lôi E-boat đối phương.
Tuy nhiên thủy lôi trở thành mối đe dọa nghiêm trọng hơn so với máy bay hay tàu chiến đối phương. Tàu vận chuyển tấn công Susan B. Anthony (AP-72) đã va phải một quả vào sáng sớm ngày 7 tháng 6, lúc đang di chuyển trên một luồng được đánh dấu đã quét sạch mìn. Đến 08 giờ 05 phút nó bắt đầu bị ngập nước đáng kể, mất điện và bánh lái bị kẹt, và nghiêng 8 độ qua mạn phải. Blessman đã đi đến hỗ trợ, giúp di tản sáu sĩ quan và 38 thủy thủ trước khi phải tách ra xa do nguy hiểm lúc chiếc tàu vận chuyển bị đắm. Chưa đến một giờ sau đó, nó lại phải đi đến trợ giúp cho tàu vận tải Lục quân USAT Francis C. Harrington cũng trúng phải mìn. Sau khi chuyển 26 người bị thương nặng sang tàu mình, chiếc tàu hộ tống khu trục chuyển họ đến một tàu đổ bộ LST được chỉ định tiếp đón những người bị thương.
Hoàn thành nhiệm vụ trong chiến dịch đổ bộ vào ngày 12 tháng 6, Blessman lên đường quay trở về Hoa Kỳ, về đến New York vào ngày 21 tháng 6. Nó lại hộ tống một đoàn tàu vận tải chuyển quân vượt Đại Tây Dương đi sang Londonderry vào đầu tháng 7, và quay trở về cùng một đoàn tàu vận chuyển những người bị thương trong cuộc đổ bộ. Nó hoàn tất chuyến đi vào cuối tháng 7. 

### Cải biến thành tàu vận chuyển cao tốc
Đi đến xưởng tàu của hãng Sullivan Drydock and Repair Corporation tại Brooklyn, New York vào ngày 28 tháng 7, Blessman được cải biến thành một tàu vận chuyển cao tốc lớp Charles Lawrence, và được xếp lại lớp với ký hiệu lườn mới APD-48 vào ngày 31 tháng 7, 1944. Sau khi được nâng cấp để có chỗ nghỉ dành cho binh lính được vận chuyển và mang theo bốn xuồng đổ bộ LCPL, nó rời xưởng tàu vào ngày 25 tháng 10 để thực hiện chuyến đi chạy thử máy ngắn trong vịnh Chesapeake trước khi lên đường đi sang khu vực Mặt trận Thái Bình Dương. Nó băng qua kênh đào Panama và ghé qua San Diego và San Francisco trước khi đi đến khu vực quần đảo Hawaii vào ngày 27 tháng 11. Sau khi đón lên tàu nhân sự thuộc Đội UDT 15 (Underwater Demolition Team - Đội phá hoại dưới nước), nó rời Trân Châu Cảng vào ngày 11 tháng 12 tiếp tục hướng sang phía Tây.

### Mặt trận Thái Bình Dương
Sau khi ghé qua Eniwetok, Saipan, Ulithi và Palau, Blessman rời Kossol Roads vào ngày 1 tháng 1, 1945 để hướng sang Luzon, Philippines. Khi gần đến mặt trận, con tàu bắt đầu chịu đựng những đợt không kích của đối phương, bắt đầu từ ngày 3 tháng 1.

#### Đổ bộ lên Luzon
Lúc 14 giờ 30 phút ngày 7 tháng 1, Blessman đi đến ngoài khơi bãi đổ bộ tại vịnh Lingayen, nơi bốn xuồng đổ bộ LCPL của nó đưa Đội UDT 15 đổ bộ lên bãi biển lúc 14 giờ 56 phút để làm nhiệm vụ trinh sát bãi đổ bộ và thu dọn chướng ngại vật. Trong khi đó con tàu nả pháo 5-inch từ 15 giờ 10 phút, hỗ trợ cho hoạt động của đội UDT, cho đến khi thu hồi cả bốn xuồng đổ bộ LCPL về tàu lúc 16 giờ 50 phút. Sau đó nó đi đến điểm hẹn gặp gỡ tàu chị em Humphreys (APD-12), đưa sĩ quan chỉ huy Đội UDT 15 sang Humphreys lúc 18 giờ 15 phút, rồi hỗ trợ cho việc triệt thoái Đội đặc nhiệm 77.2 ra khơi vào ban đêm.

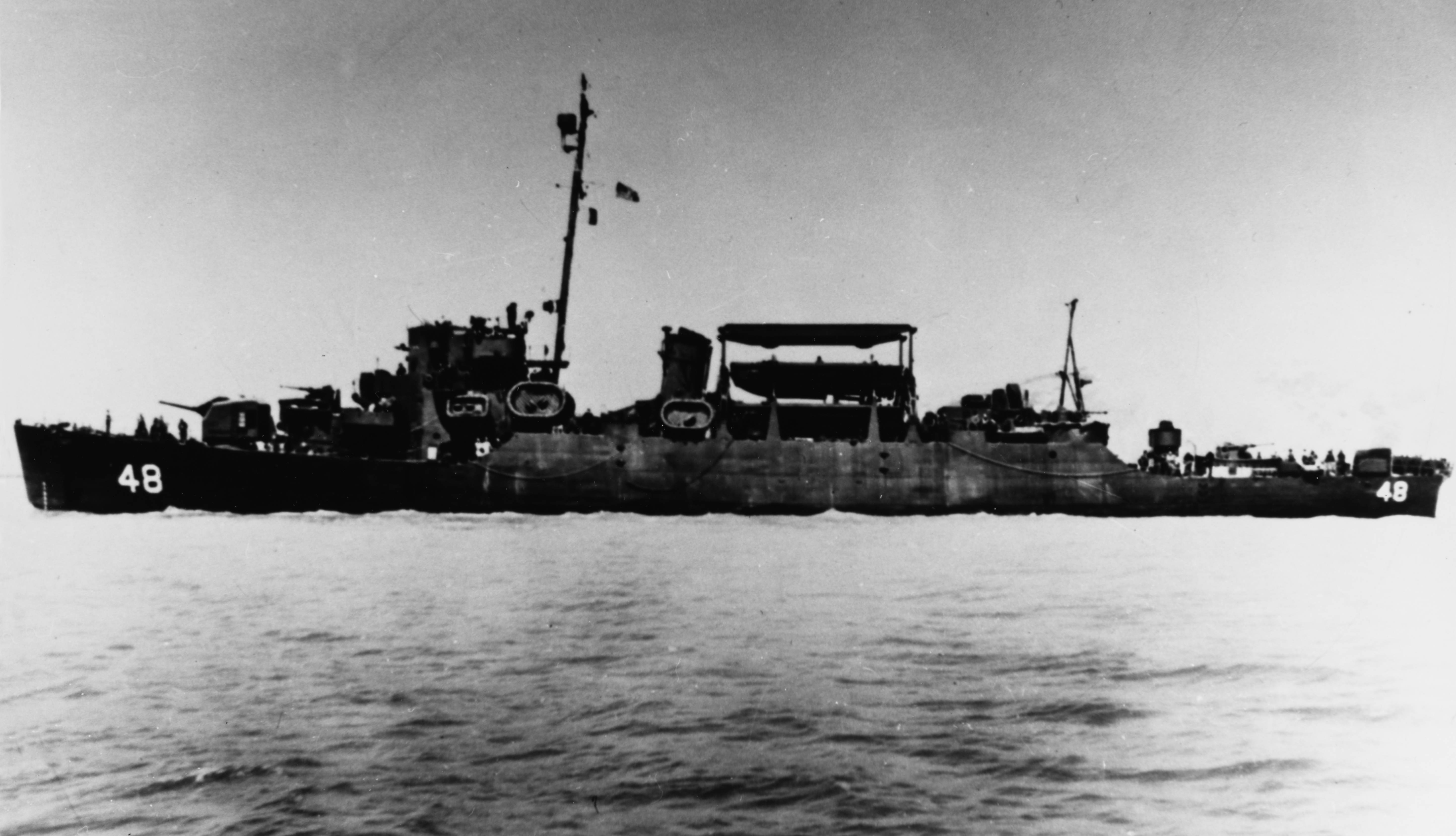
Blessman trong cấu hình tàu vận chuyển cao tốc (APD-48)

Blessman cùng với đội đặc nhiệm quay trở khu vực vịnh Lingayen để hoạt động hỗ trợ hải pháo, và đón sĩ quan chỉ huy Đội UDT 15 trở lại tàu lúc 08 giờ 00, trước khi được lệnh tiếp cận thiết giáp hạm California (BB-44) để đón lên tàu Đại Tá Hải quân B. Hall Hanlon, Tư lệnh UDT Hạm đội Thái Bình Dương cùng hai sĩ quan tham mưu của ông. Trong hai ngày tiếp theo, nó phục vụ cho việc vận chuyển nhân sự và thư tín giữa các tàu chiến thuộc Đội đặc nhiệm 77.2, và rút lui ra khơi vào ban đêm trong thành phần bảo vệ cho đội đặc nhiệm. Vào ngày 10 tháng 1, con tàu đụng độ với một máy bay tấn công tự sát Kamikaze đối phương lúc 07 giờ 11 phút; hỏa lực phòng không của nó phối hợp cùng các tàu bạn lân cận đã bắn cháy kẻ tấn công. Đối thủ rơi xuống sát bên cạnh một tàu khu trục trong hàng canh phòng ở cách 1.800 yd (1.600 m) về phía Đông.
Nhận mệnh lệnh từ tư lệnh đơn vị đặc nhiệm bên trên Humphreys vào xế trưa hôm đó, Blessman tung Đội UDT-15 ra làm nhiệm vụ trinh sát bãi Crimson. Sau đó nó đi đến trình diện cùng Tư lệnh Đội khu trục 120 để làm nhiệm vụ hộ tống, nên phải thu hồi các xuồng đổ bộ của mình. Do thời tiết bất lợi, bốn người nhái thuộc Đội UDT-15 không thể quay trở lại đơn vị, phải tạm thời ở lại trên các chiếc LST-627 và LSM-11 cho đến khi được Humphreys đưa trở lại đơn vị.
Sau khi Đại Tá Hanlon chuyển sang chiếc Wasatch (AGC-9) và cả bốn xuồng đổ bộ LCPL được thu hồi, Blessman rời khu vực để đi đến điểm hẹn tập trung cho hành trình đi sang Leyte, đến nơi lúc 20 giờ 15 phút. Đi đến Leyte vào ngày 13 tháng 1, nó trình diện cùng Tư lệnh Tiền phương biển Philippine, rồi hộ tống các tàu vận tải đi đến Ulithi. Nó được bảo trì, tiếp liệu và nghỉ ngơi, rồi huấn luyện nhằm chuẩn bị cho chiến dịch đổ bộ tiếp theo.

#### Đổ bộ lên Iwo Jima
Cùng các tàu vận chuyển cao tốc khác thuộc Đội đặc nhiệm 52.4 tại Ulithi, Blessman tiến hành tổng dượt đổ bộ vào các ngày 3 và 6 tháng 2 nhằm chuẩn bị cho cuộc đổ bộ lên Iwo Jima. Lực lượng Đặc nhiệm 52 rời Ulithi vào ngày 10 tháng 2, để đi sang Saipan, nơi đơn vị tiếp tục tiến hành huấn luyện và tập trận từ ngày 12 đến ngày 13 tháng 2. Trong giai đoạn này con tàu hoạt động như một tàu bảo vệ, vì hệ thống sonar bị hư hại vào ngày 11 tháng 2, nhưng phải để trong tình trạng không hoạt động vì không có thời gian để sửa chữa. Lực lượng đặc nhiệm rời Saipan lúc 09 giờ 00 ngày 14 tháng 2, và đi đến mục tiêu hai ngày sau đó. Trong khi các tàu chiến khác hoạt động bắn phá chuẩn bị, con tàu được tách ra khỏi đội hình bảo vệ để hoạt động trinh sát các bãi đổ bộ.
Sau khi hộ tống bảo vệ cho các tàu chiến chủ lực vào chiều tối hôm đó, Blessman gặp gỡ tàu vận chuyển cao tốc Gilmer (APD-11) về phía Nam Iwo Jima lúc 09 giờ 41 phút ngày 17 tháng 2. Nó cho thả ba xuồng đổ bộ để đưa Đội phá hoại dưới nước 15 (UDT: Underwater Demolition Team) hoạt động trinh sát các bãi biển, và đã chịu đựng đạn pháo cỡ nhỏ đối phương nhắm bắn khi rút lui ra khơi. Đi đến vị trí cách bờ 8.000 yd (7.300 m) ngoài khơi các bãi Blue 1 và Blue 2, nó ở lại địa điểm trong khoảng một giờ trước khi quay lại thu hồi các xuồng đổ bộ. Hoạt động của Đội UDT-15 bị đối phương phản ứng mạnh mẽ, một người nhái thành viên của đội UDT bị trúng đạn vào đầu và tử thương vài giờ sau đó; tuy nhiên, tàu đổ bộ LCI.28G.29 tháp tùng để bảo vệ đã phải chịu nhiều hư hại và một số thương vong. Đến xế trưa hôm đó, Blessman tiến hành trinh sát một bãi đổ bộ khác, rồi thu hồi các xuồng đổ bộ an toàn lúc 17 giờ 51 phút trước khi quay trở lại hộ tống bảo vệ cho tàu chỉ huy Estes (AGC-12). Sang ngày hôm sau 18 tháng 2, nó đảm nhiệm một vị trí tuần tra canh phòng tại khu vực phụ cận Iwo Jima.

#### Bị hư hại do trúng bom
Đang lúc trên đường đi lúc 21 giờ 21 phút, một máy bay ném bom hai động cơ Mitsubishi G4M "Betty" đối phương đã tiếp cận Blessman ở độ cao rất thấp. Đối thủ đã bắn phá từ phía đuôi bên mạn trái và phóng ra hai quả bom nhắm vào chiếc tàu vận chuyển cao tốc. Quả bom thứ nhất đánh trúng trực tiếp phòng ăn bên mạn phải ngay bên trên phòng động cơ số 1; quả bom thứ hai trúng vào ống khói và trượt qua trước khi rơi xuống nước cạnh con tàu mà không phát nổ. Đám cháy bùng phát ngay lập tức tại phòng ăn và hành lang trên sàn sàn chính, con tàu bị mất điện toàn bộ; khói bao trùm phòng động cơ số 2 khiến nó không thể hoạt động, máy bơm công suất 500 gal Mỹ/min (1.900 L/min) bị phá hủy còn các bơm khác bị hỏng do chấn động. Thủy thủ đoàn cố gắng dập lửa bằng mọi phương tiện và thải xuống biển đạn dược để ngăn hỏa hoạn lan rộng. Đến 22 giờ 50 phút, đạn pháo phòng không và đạn vũ khí nhẹ trong hầm đạn bị kích nổ, buộc phải sơ tán những người bị thương ra phía đuôi tàu.
Hệ thống liên lạc chính của Blessman bị hỏng, nhưng một máy phát trên xuồng đổ bộ được phát hiện vẫn có thể hoạt động, nên nó gửi thông điệp cầu cứu đến tàu vận chuyển cao tốc Barr (DE-576). Gilmer đã đi đến để tìm cách trợ giúp, nhưng do mối nguy cơ chất nổ TNT lưu giữ trên Blessman có thể phát nổ, nên thoạt tiên nó giữ ở một khoảng cách 300 yd (270 m). Chỉ huy lực lượng UDT, Draper Kauffman, phải di chuyển bằng xuồng từ Gilmer sang Blessman để đánh giá tình hình trước khi Gilmer tiếp cận lúc 23 giờ 10 phút để trợ giúp dập lửa. Gilmer cũng giúp di tản những người bị thương bằng xuồng và bè cao su. Đến 03 giờ 00 ngày 19 tháng 2, nỗ lực phối hợp của thủy thủ hai con tàu đã kiểm soát được hỏa hoạn, cho dù đạn vũ khí nhẹ vẫn thỉnh thoảng tiếp tục nổ. Đã có tổng cộng 40 người tử trận, bao gồm 15 thành viên Đội UDT-15.
Sau khi chuyển hết những người bị thương sang Gilmer, Blessman được tàu quét mìn Ardent (AM-340) kéo đi hướng đến Iwo Jima. Nó vòng qua phía Bắc hòn đảo, tổ chức an táng những người tử trận trên biển, và tiếp tục được Gear (ARS-34), LSM-70 và Hitchiti (ATF-103) kéo quay trở lại khu vực quần đảo Mariana, đi đến Saipan lúc 18 giờ 00 ngày 24 tháng 2. Nó neo đậu cặp bên mạn tàu tiếp liệu khu trục Hamul (AD-20) để được sửa chữa tạm thời.
Sau khi có được khả năng đi biển, Blessman lên đường quay trở về Hoa Kỳ, về đến Xưởng hải quân Mare Island vào ngày 23 tháng 4 để được sửa chữa triệt để. Đang khi được sửa chữa, con tàu được chỉ định là soái hạm của Hải đội Phá hoại Dưới nước 1 (UDRon: Underwater Demolition Squadron). Nó rời Mare Island vào ngày 11 tháng 8 để đi Oceanside, California, đến nơi vào ngày 14 tháng 8, nơi nó đón lên tàu Đại tá Hải quân Roy D. Williams, Tư lệnh UDRon 1, cùng đội UDT-17. Đại tá Williams thượng cờ hiệu tư lệnh bên trên con tàu vào ngày hôm sau; tuy nhiên trước khi con tàu khởi hành, tin tức lại nhận được về việc Nhật Bản chấp nhận đầu hàng giúp kết thúc cuộc xung đột.

### Hoạt động chiếm đóng - Xuất biên chế
Dù sao, Blessman cũng khởi hành hướng sang Tây Thái Bình Dương vào ngày 16 tháng 8, nhằm tham gia vào hoạt động chiếm đóng Nhật Bản. Sau các chặng dừng tại Trân Châu Cảng, Eniwetok, Ulithi, Manila, vịnh Subic và Okinawa, con tàu tiến vào Wakanoura Wan, nơi Đội UDT-17 lập sơ đồ các bãi đổ bộ mà Quân đoàn 1 (Lục quân) sẽ sử dụng để chiếm đóng khu vực Kobe-Osaka. Blessman rời Wakanoura Wan năm ngày sau đó để hướng trở về vùng bờ Tây Hoa Kỳ. Sau một giai đoạn đại tu chuẩn bị, nó được đưa về thành phần dự bị vào ngày 28 tháng 8, 1946 và đưa vào Đội San Diego trực thuộc Hạm đội Dự bị Thái Bình Dương. Con tàu được cho xuất biên chế vào ngày 15 tháng 1, 1947.

### ROCSChung Shan(PF 43/845)

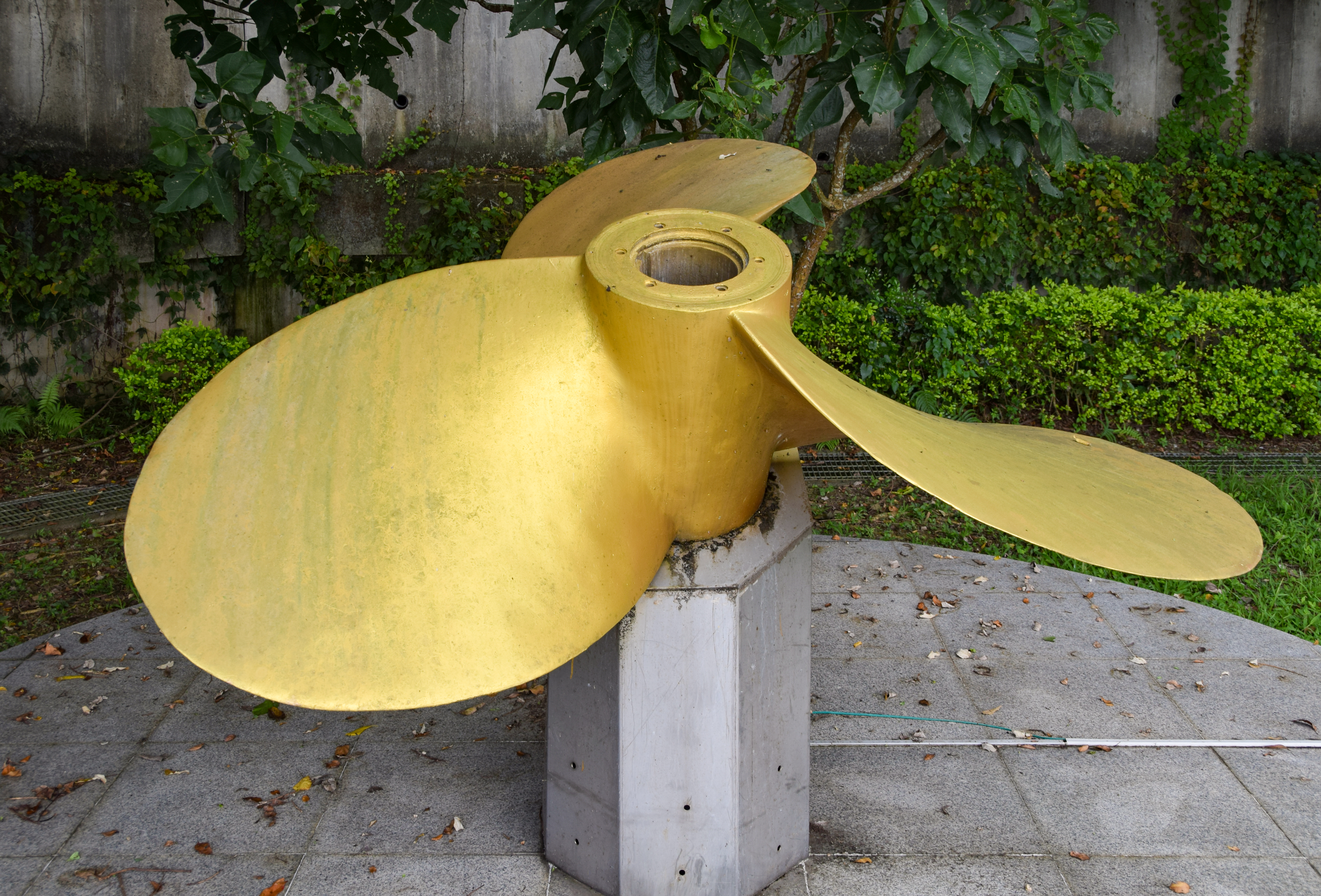
Một trong những chân vịt của USS Blessmans được trưng bày tại Công viên vũ khí thành phố Đài Bắc mới

Blessman được chuyển cho Đài Loan vào ngày 19 tháng 5, 1967; tên nó được cho rút khỏi danh sách Đăng bạ Hải quân Hoa Kỳ vào ngày 1 tháng 6, 1967. Con tàu được đổi tên thành ROCS Chung Shan và mang ký hiệu lườn PF 43, được Hải quân Trung Hoa dân quốc xếp lớp như một tàu frigate thay vì như một tàu vận chuyển đổ bộ. Con tàu được mang ký hiệu lườn mới 845 vào năm 1976.
Đến năm 1979, Chung Shan được bổ sung một khẩu pháo 5-inch thứ hai phía đuôi tàu, và đến năm 1985 dàn súng cối chống ngầm Hedgehog được thay bằng hai dàn ống phóng ba nòng Mark 32 dành cho ngư lôi chống ngầm 12,75 in (324 mm).  Sang đầu thập niên 1990, cùng với các tàu hộ tống khu trục của Đài Loan còn hoạt động, Chung Shan được chuyển sang vai trò kiểm ngư; chúng tháo bỏ hầu hết vũ khí và chỉ giữ lại hai khẩu Bofors 40 mm.
Chung Shan được cho ngừng hoạt động vào tháng 5, 1995.

## Phần thưởng
Blessman được tặng thưởng ba Ngôi sao Chiến trận do thành tích phục vụ trong Thế Chiến II.
|  |                           |             |
|  | Bronze star · Bronze star | Bronze star |
|  |                           |             |

| Dãi băng Hoạt động Tác chiến (truy tặng) |                                                                         |                                                                              |
| Huân chương Chiến dịch Hoa Kỳ            | Huân chương Chiến dịch Châu Á-Thái Bình Dương với 2 Ngôi sao Chiến trận | Huân chương Chiến dịch Châu Âu-Châu Phi-Trung Đông với 1 Ngôi sao Chiến trận |
| Huân chương Chiến thắng Thế Chiến II     | Huân chương Phục vụ Chiếm đóng Hải quân                                 | Huân chương Giải phóng Philippine (Philippine)                               |